# Tongqiao, Chongqing
Tongqiao (kinesiska: 通桥) är ett stadsdelsdistrikt i sydvästra Kina. Det ligger i stadsdistriktet Dazu i storstadsområdet Chongqing, omkring 78 kilometer väster om det centrala stadsdistriktet Yuzhong. Antalet invånare är 10 276. Befolkningen består av 5 069 kvinnor och 5 207 män. Barn under 15 år utgör 19,0 %, vuxna 15-64 år 71 %, och äldre över 65 år 8,0 %.